# Skeljafell (berg)
Skeljafell är ett berg i republiken Island. Det ligger i regionen Suðurland, 130 km öster om huvudstaden Reykjavík. Toppen på Skeljafell är 1 036 meter över havet, eller 318 meter över den omgivande terrängen. Bredden vid basen är 3,1 km.
Trakten runt Skeljafell är nära nog obefolkad, med mindre än två invånare per kvadratkilometer. Det finns inga samhällen i närheten. Trakten runt Skeljafell består i huvudsak av gräsmarker.